# Jezioro Tarczyńskie
Jezioro Tarczyńskie – jezioro przepływowe w Polsce, położone w województwie warmińsko-mazurskim, w powiecie działdowskim, w gminie Rybno, na terenie Welskiego Parku Krajobrazowego.

## Charakterystyka
Akwen ma powierzchnię 163,8 hektara (inne źródła podają: 157,5 i 148 ha) i maksymalną głębokość 9,2 metra (przy średniej głębokości 3,8-4 metry). Jest położony na wysokości 143 m n.p.m. Długość zbiornika to 2,7 km a szerokość – ponad 0,8 km. Kształt zbiornika jest wydłużony na osi z północnego zachodu na południowy wschód. Stronę północno-zachodnią rozdziela na dwie zatoki głęboko wcięty półwysep, na którego osi znajduje się wyspa o powierzchni 28 arów.
Przepływa przez niego rzeka Wel, łącząca go z sąsiadującym jeziorem Grądy. Nad akwenem obowiązuje strefa ciszy, nie ma tu ośrodków wczasowych. Brzeg zachodni porośnięty jest borem sosnowym (częściowo rezerwat przyrody Ostrów Tarczyński). Pozostałe brzegi to pola i łąki. W północno-wschodniej części, do jeziora przylegają zabudowania wsi Wery, gdzie funkcjonują gospodarstwa agroturystyczne i można wypożyczać łodzie. Gospodarzem akwenu jest ciechanowski Okręg Polskiego Związku Wędkarskiego.

## Przyroda
Jest to zbiornik eutroficzny, bogaty w biogeny. Często występują tu zakwity glonów. W 1992 wody zakwalifikowano do III klasy czystości. Do jeziora uchodzi kilkanaście cieków mających charakter rowów melioracyjnych odprowadzających wodę z okolicznych łąk i pól. Dno jest piaszczysto-muliste i muliste, miejscami także kamieniste. Płytkie partie dna oraz okolicę wpływu Wli porastają nymfeidy. Dominują tu rdestnice, grążele i grzybienie. Bezpośrednio nad brzegiem dominują olsze z niewielkim udziałem brzóz. Pas roślinności szuwarowej jest obfity i miejscowo osiąga szerokość około 60 metrów. Tworzą go przede wszystkim trzcina, pałka, oczeret, jeżogłówka, tatarak, mozga i inne.
Jezioro ma charakter leszczowo-sandaczowy. Występują tu także: szczupak, okoń, płoć, lin, boleń, wzdręga, sum i karp (tym ostatnim gatunkiem jezioro jest regularnie zarybiane). Dla wędkarzy zbudowane są liczne pomosty.

## Turystyka
Przez jezioro przebiega szlak kajakowy rzeki Wel.